# The happy maker
The Happy Maker is het derde studioalbum van Scram C Baby uit 1999.

## Opnamen
In 1996 bracht Scram C Baby het album Et Maintenant ... Le Rock uit op Excelsior Recordings, dat de doorbraak van de band naar een groter publiek betekende. Het bleek echter moeilijk voor de band, de positieve kritieken te verzilveren. In 1998 nam de band voor het Amsterdamse label Car Cassettes de cassette Between Tom Hanks And Us The Rest Of The World op en de demo Protect Me From What I Want op, de laatste met producer Henk Jonkers. Met deze demo's in de hand ging de band terug naar Excelsior Recordings. Hier werd besloten een deel van de nummers van de tussenalbums opnieuw op te nemen, om zo te komen tot een volledig nieuw album. Drummer Robert Langendijk was ondertussen uit de band gestapt. Hij werd voor de opnames vervangen door Jeroen Kleijn.. Verder kwam Peter Asselbergs van de band Jonus de band versterken.
In 1998 en 1999 nam de band in de Studio Sound Enterprise met Frans Hagenaars het album The Happy Maker op. Veel liedjes van het album kwamen voort uit improvisaties tijdens de opnames. Op 13 augustus 1999 werd de plaat officieel uitgebracht. Het artwork van het album werd verzorgd door Ed Simons.

## Ontvangst
Het album werd positief ontvangen en kreeg goede kritieken. Er werd hierop besloten een single van het album uit te geven. Under the stars verscheen op 22 november 1999. In tegenstelling tot het origineel van het album, werd deze track omgezet naar een duet. Carol van Dijk van Bettie Serveert nam de honneurs waar.

Na het verschijnen van het album brachten John Cees Smit en Frank van Praag, wederom voor Car Cassettes, de cassette Famous Other People uit. Deze cassette bevatte de demo's van het album.

## Muzikanten
- John Cees Smit - zang, gitaar
- Frank van Praag - gitaar
- Peter Asselbergs - keyboard, gitaar
- Kees Toet - basgitaar
- Jeroen Kleijn - drums

## Nummers
1. The company
2. Robby & party
3. Esteban
4. FNC
5. Bank
6. Protect me from what I want
7. Vig sound
8. Eddy Lee the express bee
9. Under the stars
10. Brooke's mine
11. Star beach sunset love
12. Halfway there
13. Pusher of eagles
14. Ding dong daddy
15. The wheelers to the McKenzies
16. Port of soul radio interview

Alle nummers zijn geschreven door Scram C Baby, de teksten zijn geschreven door John Cees Smit.